# Hé ! Tu m'entends ?
Pour plus de détails, voir Fiche technique et Distribution.
Hé ! Tu m'entends ? est un film français réalisé par Renaud Victor et sorti en 1980.

## Fiche technique
- Titre : Hé ! Tu m'entends ?
- Réalisation : Renaud Victor
- Scénario : Bernard Vergnes et Renaud Victor
- Photographie : Claude Michaud et Alain Nahum
- Son : Luc Barnier, Daniel Brocard et François Groult (mixage)
- Musique : Jean-Claude Constanziello
- Montage : Andrée Choty, Sophie Rouffio et Anna Ruiz
- Production : Radeau-Aaton
- Distribution : MK2 Diffusion
- Pays d’origine :  France
- Durée : 90 minutes
- Date de sortie : France - 22 octobre 1980

## Distribution
- Jean-Pierre Barus : Jean-Pierre
- Monique Parelle : Monique
- Thierry Luciani : Thierry
- Bernard Vergnes : Bernard
- Claude Bokhobza : Claude